# جامعة كوبان الطبية الحكومية
جامعة كوبان الطبية الحكومية هي واحدة من أقدم كليات الطب في روسيا. تقع في كراسنودار، عاصمة الكيان الفدرالي كراسنودار كراي في جنوب روسيا. تأسست في 5 سبتمبر 1920.

## وصلات خارجية
- الموقع الرسمي